# (638) Moira
(638) Moira ist ein Asteroid des Hauptgürtels, der am 5. Mai 1907 vom US-amerikanischen Astronomen Joel H. Metcalf in Taunton entdeckt wurde.
Benannt wurde der Asteroid nach der griechischen Personifizierung Moira des Schicksals und der Notwendigkeit. 